# Clara Khoury

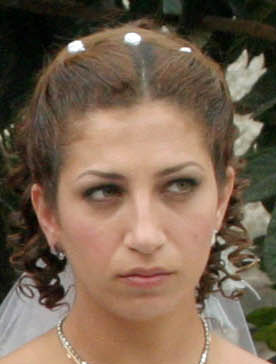
Clara Khoury

Clara Khoury (hebräisch קלרה ח'ורי, arabisch كلارا خوري; * 29. Dezember 1976) ist eine israelische Schauspielerin und Angehörige der arabischen Minderheit.

## Leben und Wirken
Sie ist die Tochter von Makram Khoury, der ebenfalls Schauspieler ist. Die bekanntesten Filme, in denen sie mitwirkte, sind Die syrische Braut, Rana's Wedding und Bagdad nach dem Sturm.

## Filmografie (Auswahl)
- 2002: Rana’s Wedding (Al Qods Fee Yom Akhar)
- 2004: Die syrische Braut (Ha-Kala Ha-Surit)
- 2006: Parashat Ha-Shavua (Fernsehserie)
- 2006: Forgiveness
- 2007: Liebesleben
- 2009: Milch und Honig (Fernsehmehrteiler)
- 2011: Lipstikka
- 2012: Eine Familie im Krieg (Inheritance)
- 2012: Homeland (Fernsehserie, 2 Episoden)
- 2019: Bagdad nach dem Sturm (Bagdad Central)
- 2020: Laila in Haifa